# 特溫比尤茨 (北達科他州)
特溫比尤茨（英語：Twin Buttes）是位於美國北達科他州鄧恩縣的非建制地區。

## 地理
特溫比尤茨所處的海拔為高於海平面677米（即2221英呎），而該地所採用的時區為UTC-7，即北美山地时区（MST）。同時該地設有夏令時間，為UTC-7調快一小時，即UTC-6（MDT）。